# Choroba marburska
Choroba marburska (gorączka krwotoczna Marburg) – ciężka choroba wirusowa, należąca do grupy gorączek krwotocznych.

## Etiologia

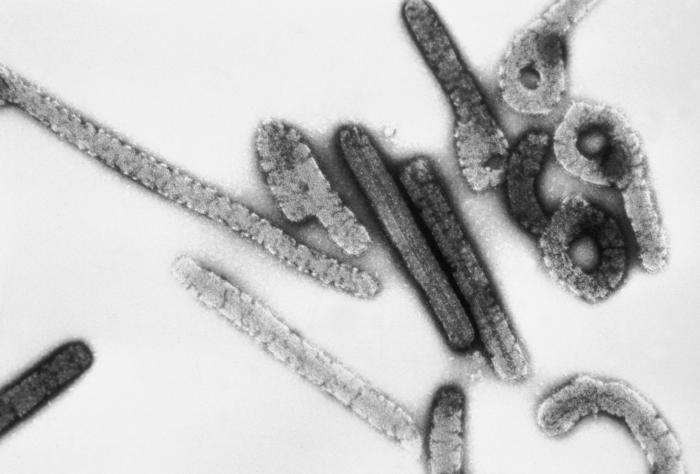
Fotografia z elektronowego mikroskopu transmisyjnego ukazująca wiriony wirusa Marburg

Choroba wywoływana jest przez zakażenie wirusem Marburg, który zaliczany jest do filowirusów i jest blisko spokrewniony z wirusem Ebola.

## Drogi zakażenia
Transmisja zakażenia pomiędzy ludźmi wymaga bardzo bliskiego kontaktu z chorym – jego krwią lub innymi płynami ustrojowymi (kał, mocz, wymiociny, ślina, wydzielina drzewa oskrzelowego). Możliwe jest także przeniesienie choroby poprzez kontakt seksualny – męskie nasienie w okresie rekonwalescencji może zawierać wirusa.
Zakażenie poprzez przygodny kontakt z chorym uważane są za wyjątkowo rzadkie, co sugeruje, że infekcja drogą wziewną jest mało prawdopodobna, jeśli w ogóle możliwa.
Uważa się, że najbardziej zakaźni są pacjenci w fazie choroby pełnoobjawowej, natomiast do transmisji nie dochodzi w okresie inkubacji.

## Wystąpienia choroby
Pierwsze udokumentowane zachorowania miały miejsce w roku 1967 w Marburgu i Frankfurcie nad Menem (ówczesny RFN) oraz Belgradzie (ówczesna Jugosławia). Źródłem wirusa były koczkodany zielone (Cercopithecus aethiops) przywiezione z Ugandy. Do zakażenia doszło u osób, które opiekowały się małpami lub preparowały ich tkanki (nerki do celów hodowli komórkowej). Wystąpiło 25 przypadków pierwotnych (siedem zakończyło się zgonem) i sześć przypadków wtórnych zakażeń od chorych ludzi (w wyniku bezpośredniego kontaktu, zwykle z krwią).
W 1975 roku zachorowały trzy osoby. Choroba wystąpiła u mężczyzny podróżującego wcześniej po Zimbabwe. Po czterech dniach od przyjęcia do szpitala w Johannesburgu (RPA) pacjent zmarł. Objawy wystąpiły także u jego towarzyszki i pielęgniarki opiekującej się obiema osobami.
Następne dwa przypadki to pacjent oraz lekarz, który resuscytował chorego, w 1980 roku w Nairobi (pacjent przebywał tydzień wcześniej w Kenii, odwiedził m.in. jaskinię Kitum w Parku Narodowym Mount Elgon). Pacjent zmarł.
W 1987 kolejny przypadek wystąpił w Kenii. Objawy pojawiły się dziewięć dni od zwiedzania jaskini Kitum. Pomimo intensywnego leczenia pacjent zmarł. Nie wystąpiły inne przypadki zachorowania.
W latach 1988–1995 do trzech znanych zakażeń laboratoryjnych doszło w Rosji wskutek prób produkcji broni biologicznej; jeden z pacjentów zmarł.
W latach 1998–2000 do wybuchu choroby doszło w Demokratycznej Republice Konga. Zanotowano w sumie 154 zakażenia, spośród których 128 okazało się śmiertelnych (83%). Większość przypadków wystąpiła u robotników w kopalni złota w miejscowości Durba w Prowincji Wschodniej, a kolejne przypadki potwierdzono w pobliskiej wsi Watsa. Przypadki wtórne zdarzały się rzadko, dotyczyły osób z najbliższego otoczenia chorego, które miały z nim kontakt. Dochodzenie epidemiologiczne ujawniło, że zakażenia wywołało kilka szczepów wirusa nieznanego pochodzenia.
Pomiędzy październikiem 2004 a lipcem 2005 do największej w historii epidemii doszło w Angoli. Opisano 252 przypadki, spośród których 227 (90%) okazało się śmiertelnych. Ognisko pierwotne było zlokalizowane w prowincji Uíge, większość zachorowań wykrytych w innych regionach łączyła się bezpośrednio z tą prowincją.
Kolejne zachorowania wystąpiły w sierpniu 2007 w Ugandzie u czterech pracowników kopalni. Jeden z nich zmarł.
Następny odnotowany przypadek pojawienia się choroby marburskiej miał miejsce w lipcu 2008 na terenie Holandii. Był to zarazem pierwszy przypadek sprowadzenia wirusa do Europy przez człowieka (bez pośrednictwa koczkodanów). Wskutek zachorowania zmarła 40-letnia Holenderka, która wróciła z wycieczki do Ugandy pod koniec czerwca. Obserwacją objętych zostało blisko 100 osób mających kontakt z zarażoną. Nie stwierdzono zachorowań wtórnych. Po zbadaniu okoliczności zdarzenia wykryto przypadek turystki z Kolorado, która zapadła na gorączkę Marburg po zwiedzeniu tej samej okolicy pół roku wcześniej. Jej organizm zwalczył wirusa nadspodziewanie łatwo i po jedenastu dniach opuściła szpital bez właściwego rozpoznania.
W roku 2012 w Ugandzie wystąpiło następne ognisko zachorowań, czterech z piętnastu zakażonych nie przeżyło. Dwa lata później wykryto izolowany przypadek śmiertelny.
Ostatnie znane (według stanu na rok 2020) ognisko zakażeń wirusem Marburg pojawiło się w Ugandzie na jesieni 2017 roku. Trzy osoby zachorowały i zmarły.
Ogniska zachorowań na chorobę marburską wykazują przebieg samoograniczający się ze względu na stosunkowo słabą transmisję człowiek-człowiek oraz zdolność do zakażania występującą dopiero w fazie choroby obłożnej.

## Objawy i przebieg

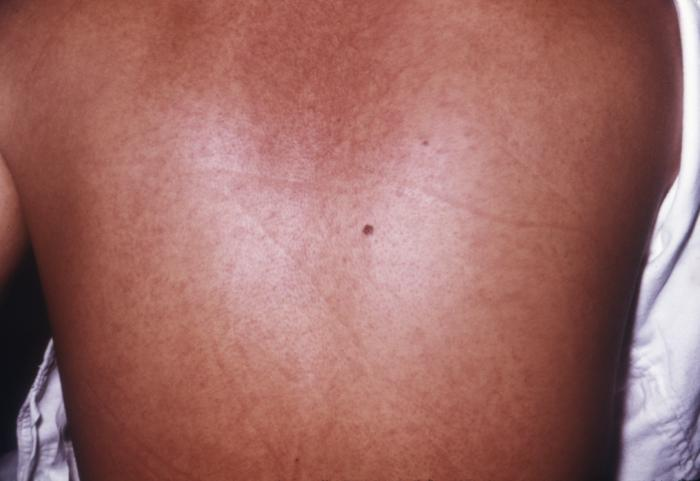
Wysypka w przebiegu choroby marburskiej

Okres wylęgania wynosi maksymalnie od dwóch dni do trzech tygodni (najczęściej 5–9 dni); w tym czasie wirus nie jest zdolny do zakażania. Przebieg choroby dzieli się na cztery fazy: fazę niespecyficzną, wczesną fazę narządową, późną fazę narządową i fazę rekonwalescencji.
Początkowo, w pierwszej fazie, występują objawy rzekomogrypowe (gorączka około 40 °C, bardzo silne bóle głowy, bóle mięśni, szybko postępujące osłabienie). Pacjent traci apetyt. Około trzeciego dnia pojawiają się silna, wodnista biegunka, która może utrzymywać się przez tydzień, skurczowe bóle brzucha, nudności i wymioty. Może wystąpić drobna, nieswędząca wysypka, wkrótce przybierająca charakter plamisto-grudkowy. Gorączkę Marburg w tym okresie łatwo pomylić z innymi gorączkami krwotocznymi, malarią, durem brzusznym lub riketsjozami. Około piątego dnia od zachorowania objawy rzekomogrypowe przestają dominować i choroba osiąga drugą fazę.
We wczesnej fazie narządowej najbardziej wyrazistymi objawami stają się duszności, uogólnione obrzęki i skrajne osłabienie (niezdolność do przyjęcia pozycji innej niż leżąca). Utrzymuje się wysoka gorączka, w wyniku zajęcia ośrodkowego układu nerwowego może dojść do zaburzeń jego funkcjonowania (dezorientacja, drażliwość, zachowania agresywne), świadomość pozostaje jednak w pełni zachowana. Począwszy od ósmego dnia choroby, u prawie wszystkich pacjentów dochodzi do poważnych objawów krwotocznych, często wieloogniskowych (krwiste wymioty i stolec, krwawienia z nosa, dziąseł, narządów rodnych, trudne do opanowania krwawienia z miejsc wkłucia, skaza krwotoczna). Za istotny czynnik prowadzący do zwiększenia przepuszczalności ścian naczyń uważa się burzę cytokin. Objawy te zwiastują zbliżanie się późnej fazy narządowej. U niektórych pacjentów do zgonu może dojść już na tym etapie, między innymi wskutek znacznej utraty krwi.
Późna faza narządowa, typowo osiągana około trzynastego dnia choroby, w znacznej mierze wyklucza się z fazą rekonwalescencji, gdyż prawie zawsze prowadzi do śmierci: nie obserwuje się jej u znacznej większości późniejszych ozdrowieńców. Gorączka utrzymuje się lub wciąż wzrasta, słabo odpowiadając na leczenie, pojawiają się drgawki. Niekontrolowane namnażanie wirusów prowadzi do gwałtownie postępującej martwicy węzłów chłonnych, śledziony, wątroby, trzustki, nadnerczy, nerek i gonad; serce i płuca pozostają stosunkowo niezmienione. U kobiet w ciąży mogą występować spontaniczne poronienia. Osłabienie układu odpornościowego (patologiczna immunosupresja) skutkuje wtórnymi zakażeniami bakteryjnymi. Poważne zaburzenia świadomości są bardzo późnym objawem. Zaburzenia metaboliczne także narastają, obserwowane jest niedociśnienie i spadek objętości krwi krążącej. Wywiązuje się zespół rozsianego wykrzepiania wewnątrznaczyniowego i pacjent umiera we wstrząsie. Zejście śmiertelne zazwyczaj następuje do szesnastego dnia choroby, później pacjenci mają znaczne szanse na powrót do zdrowia.
W przypadkach, gdy odpowiedź immunologiczna jest dostatecznie silna i wyważona, aby powstrzymać namnażanie wirusa do czasu wytworzenia specyficznych przeciwciał, zarazem nie powodując krytycznych szkód w organizmie, około przełomu drugiego i trzeciego tygodnia choroba dochodzi do fazy rekonwalescencji. Proces zdrowienia jest bardzo powolny i obciążony powikłaniami. Występują: silne bóle mięśni i stawów, długotrwała astenia, przewlekłe zapalenie wątroby, stopniowo ustępujące problemy ze wzrokiem, a także psychiczne. Ostatecznie zmiany narządowe cofają się. Zakażenie się od pacjenta w tej fazie choroby (przez bezpośredni kontakt, również drogą płciową) jest możliwe, ale prawdopodobieństwo to szybko spada z czasem, wobec czego bardzo istotne jest podjęcie we właściwym momencie decyzji o umożliwieniu ozdrowieńcowi swobodnych kontaktów z otoczeniem. Przebycie choroby prawdopodobnie pozostawia trwałą odporność, choć nie zostało to jednoznacznie potwierdzone.

## Rozpoznanie

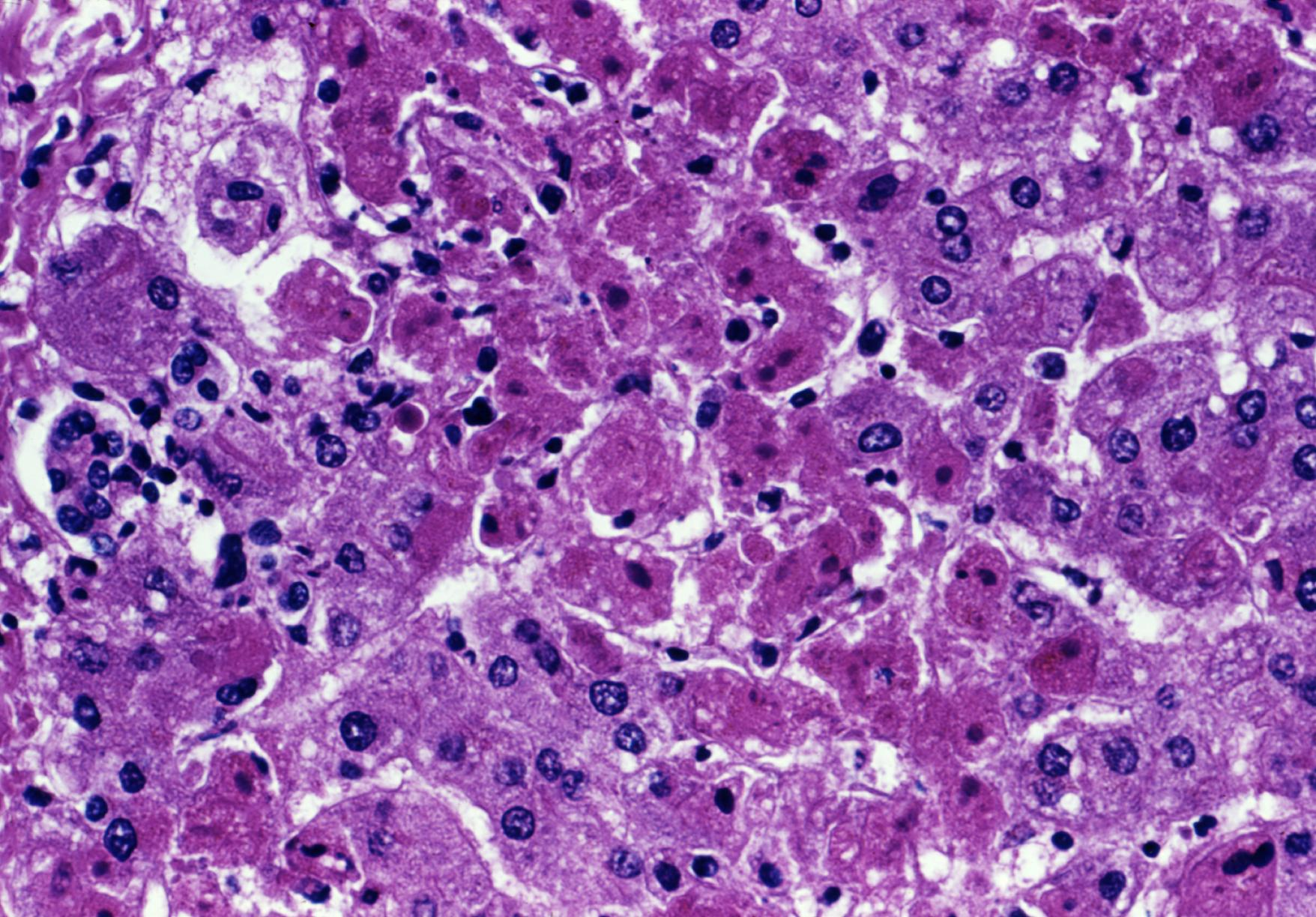
Mikroskopowy preparat autopsyjny wątroby uszkodzonej przez wirus

Klinicznie choroby nie można odróżnić od gorączki krwotocznej Ebola.
Potwierdzenie choroby marburskiej wymaga hodowli na komórkach linii Vero E6. Posiewanym materiałem może być krew lub inne płyny ustrojowe albo bioptat. Wirus może być wykryty z użyciem specyficznych przeciwciał testem immunofluorescencji pośredniej.
W przypadku eksperymentalnej inokulacji zwierząt laboratoryjnych obecność wirusa może być potwierdzona mikroskopią elektronową i testami serologicznymi.

## Leczenie
Leczenie przyczynowe nie jest znane, stosuje się leczenie objawowe. Osłonowo używane są antybiotyki, antypiretyki i koncentraty czynników krzepnięcia. Eksperymentalnie próbowano seroterapii, z niejednoznacznymi rezultatami. Pomimo braku specyficznych metod leczenia w wyspecjalizowanych ośrodkach zaobserwowano znacznie niższą śmiertelność. Obowiązuje izolacja chorych. Szczepionki nie opracowano.

## Rokowanie
Rokowanie w przypadku zachorowania jest niepewne lub złe. Tradycyjnie uważano gorączkę krwotoczną Marburg za mniej niebezpieczną od gorączki Ebola, ponieważ pierwsze znane ognisko zachorowań miało nietypowo niską śmiertelność 22%, odtąd jednak notowano ogniska o śmiertelności bliskiej lub przekraczającej 90%, a także pojedyncze wiązki składające się wyłącznie z przypadków śmiertelnych. Łączna śmiertelność obliczona na podstawie opisanych przypadków choroby u ludzi wynosi 82%, w porównaniu do 68% dla gorączki krwotocznej Ebola. Rokowanie po transmisji człowiek-człowiek jest zasadniczo uważane za lepsze od tego w chorobie bezpośrednio nabytej od nosiciela zwierzęcego, choć przyczyny takiego stanu rzeczy nie są jasne.